# عملية حجر الشحذ
عملية حجر الشحذ هي عبارة عن سلسلة من التجارب النووية للولايات المتحدة الأمريكية تتكون من 46 تجربة نووية أجريت بين عامي 1964-1965. سبقت هذه الاختبارات سلسلة عملية نيبليك وتلتها سلسلة عملية فلينتلوك.